# Солис-и-Риваденейра, Антонио де
Анто́нио де Соли́с-и-Ривадене́йра (исп. Antonio de Solís y Rivadeneyra; 1610, Алькала-де-Энарес — 18 апреля 1686, Мадрид) — испанский священнослужитель, историк, писатель

, поэт и драматург, принадлежавший к школе Кальдерона.
Учился в Алькала и университете Саламанки, где изучал риторику, философию, каноническое право и политические науки. В 17 лет написал свою первую пьесу Amor y obligación («Любовь и долг»). Обучение у Кальдерона сделало его драматургом-сатириком, тяготевшим к более простым языковым и стилистическим приёмам. Самая известная его пьеса El amor al uso, немедленно переведённая на французский язык Полем Скарроном (L’Amour a la Mode). Писал он и «тёмную» поэзию в духе Гонгоры, а также известен своим эпистолярным наследием.

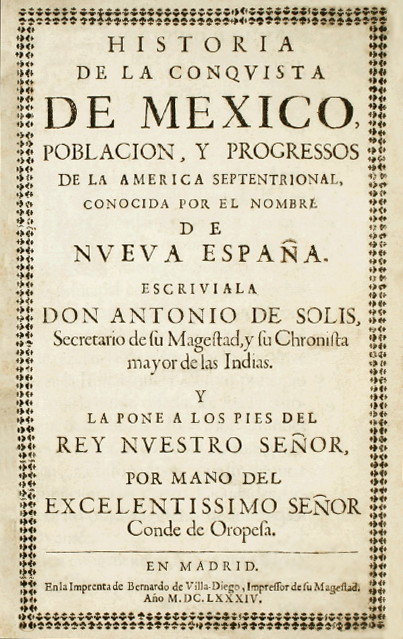
Historia de la conquista de México. Мадрид, 1684

Главный его исторический труд: Historia de la conquista de México, población y progresos de la América septentrional, conocida con el nombre de Nueva España («История завоевания Мексики, населения и усовершенствования Северной Америки, известной под именем Новой Испании», 1684) был создан согласно королевскому указу. В основном эта работа известна благодаря изящному и ясному стилю, которому подражали испанские историки XVIII века.
Сделал политическую карьеру: был секретарём VII-го графа де Оропеса — вице-короля Наварры, а позднее вице-короля Валенсии, — служил чиновником в Государственном секретариате и личным секретарём короля Филиппа IV. После кончины Антонио де Леона Пинелы (1595—1660) занял должность Генерального Хрониста Индий (исп.), собственно, «История завоевания Мексики» и была создана на этом посту. Основными источниками для него послужили письма Эрнана Кортеса и хроники Лопеса де Гомара и Берналя Диаса, которых он нередко критикует. По мнению ряда современных историков, Антонио де Солис — последний в ряду блестящих историков испанской Конкисты.
Как священник служил капелланом Конгрегации Nuestra Señora del Destierro. В 1667 году пытался принять схиму, но не преуспел в этом.